# Terra de Guilherme II
A Terra de Guilherme II ou Terra do Kaiser Guilherme II (ou ainda Costa de Guilherme II) é a parte da Antártida que se situa entre o cabo Penck, em 87°43'E, e o cabo Filchner, em 91°54'E, e que é reivindicada como parte do Território Australiano Antártico, uma reclamação não reconhecida internacionalmente, como as restantes reivindicações territoriais sobre a Antártida.
A região foi descoberta em 22 de fevereiro de 1902 no âmbito da Expedição Gauss (1901-1903), liderada pelo veterano do Ártico e professor de geologia Erich von Drygalski. Drygalski deu-lhe o nome do Kaiser Guilherme II que financiou a expedição com 1,2 milhões de Goldmarks.
Na baía em que Drygalski estabeleceu o seu campo até 8 de fevereiro de 1903 fica o Gaussberg, um cone vulcânico extinto de 370 metros que recebeu o nome do matemático Carl Friedrich Gauss.